# ハイラム・ブロック
ハイラム・ブロック（Hiram Bullock、1955年9月11日 - 2008年7月25日）は、日本の大阪府の堺市生まれのアメリカのジャズ・フュージョンのミュージシャン。ギタリスト。
2008年7月25日に喉頭癌で死去した。
その功績が称えられ、日本で開催されるカンファレンスとしては最大規模の「KMC」が主催する国際音楽祭、KMCミュージックアウォードにおいて、2012年に「ハイラム・ブロック賞」が設立された。この賞はハイラム・ブロックのように、自身の音楽活動のみならず他のミュージシャンや企業をバックアップしていける能力を示したミュージシャンに贈られる賞で、初年度の2012年にはアメリカのダヴィーナ・ロビンソンが、そして翌2013年には新涼平が日本人として初ノミネート初受賞をしている。

## 使用機材
主に使用していたギターは、有名な改造ストラトキャスター（ピックアップレイアウトがHSHに改造されている）。ブロックはそのギターを中古で入手したが、入手したときからそのようなモディファイがなされていた。メインギターであった改造フェンダーストラトキャスターを手放してからの後、福岡在住のギター職人である元山龍王が製作した塗装のされていない(ヘッドロゴも無し)ストラトキャスターを使用。本人はFUKUOKA GUITARと呼んでいた。

## ディスコグラフィ

### リーダー・アルバム
- 『ファースト・クラス・ヴァカボンド』 - First Class Vagabond (1982年、Trio)
- 『フロム・オール・サイズ』 - From All Sides (1986年、Atlantic)
- 『ギヴ・イット・ホワット・ユー・ガット』 - Give It What You Got (1987年、Atlantic)
- 『PDV』 - PDB (1989年、DIW) ※with ジャコ・パストリアス、ケンウッド・デナード
- 『ウェイ・クール』 - Way Kool (1992年、Atlantic)
- World of Collision (1994年、Big World)
- 『レイト・ナイト・トーク』 - Late Night Talk (1997年、Venus)
- 『CARRASCO - 風のシルエット』 - Carrasco (1997年、Fantasy)
- 『55 Bar セッションズ』 - 55 Bar Sessions (1998年、Paddle Wheel) ※with マイク・スターン、レニ・スターン
- 『GUITAR MAN』 - Guitar Man (2000年、JVC)
- 『カラー・ミー』 - Color Me (2001年、JVC)
- 『トライ・リヴィン・イット』 - Try Livin' It (2003年、ESC)
- 『トゥー・ファンキー・トゥ・イグノア』 - Too Funky 2 Ignore (2005年、BHM)
- 『プレイズ・ジミ・ヘンドリックス』 - Plays the Music of Jimi Hendrix (2008年、BHM) ※with ビリー・コブハム
- Christmas Revisited (2013年、Jazzline) ※with WDR Big Band

### コンピレーション・アルバム
- 『ベスト・グルーヴ・セレクション』 - Best Groove Selection (2002年)
- 『リアル・グルーヴ・セレクション』 - Real Groove Selection (2002年)
- 『ザ・ベスト・オブ・ハイラム・ブロック』 - The Best of Hiram Bullock (2009年)

### 24丁目バンド
- 『24thストリート・バンド』 - The 24th. Street Band (1979年)
- 『マンハッタンの夢』 - Share Your Dreams (1980年)
- 『BO KU TA CHI』 - Bokutachi (1981年)